# Diego de Bruceña
Diego de Bruceña (¿Zamora?, ¿? - Zamora, 23 de diciembre de 1622) fue un compositor y maestro de capilla español. Su apellido ha sido transcrito como ‹Brizuela›, ‹Bruçeña›, ‹Bruzena› y ‹Briceña›; en Burgos incluso se le llegó nombrar como ‹Pedro de Bruceña›.

## Vida
Diego Bruceña nació Zamora, aunque Michael Noone supone que nació en la diócesis de Orense, lo que deduce del hecho de que fuese mozo del coro de la Catedral de Orense. Se sabe que trabajó como maestro de capilla de la Catedral de Orense entre 1589 y 1593. Bruceña tenía un carácter áspero que le llevó a tener problemas en diversas catedrales. En Orense hubo quejas por escrito que afirmaban que su comportamiento era tan procaz que no podía ponerse por escrito. En 1592, en un altercado con el prelado Pascual, este llamó a Bruceña «rapaz, vellaco, desvergonzado», a lo que el maestro le respondió, «judío vellaco, que de la manera que sant Pedro había sacado la oreja a Malchus, él como a judío se le había de sacar otra».
Las primeras noticias que se tienen de Bruceña son de 1593, cuando la Catedral de Oviedo lo recibe como maestro de capilla. No permaneció mucho tiempo en el cargo, puesto que el 1 de agosto de 1594 el deán de la Catedral de León le escribía ofreciendo el magisterio leonés con un salario de 100 000 maravedís. Un año después se le aumentó el sueldo en 12 000 maravedís.
Las siguientes noticias de Bruceña fue su nombramiento como maestro de capilla de la Catedral de Burgos, el 22 de noviembre de 1601, en sustitución del fallecido Pedro de Alba. Pocos meses después, fue contactado por la Capilla Real de Granada, cuyo magisterio había quedado vacante por la partida de Juan Martín Riscos. El Cabildo de Burgos le concedió un sobresueldo de 800 reales, que haría permanente a cambio de que renunciase durante seis años a buscar otro cargo. La Catedral de Burgos también fue contactada por el Cabildo de Zamora, que insistía en que debían dejar regresar al maestro a su ciudad natal. Olvidado el acuerdo con el Cabildo, en abril de 1604 solicitó licencia para presentarse a las oposiciones al magisterio de la Catedral de Toledo y en 1606 quiso presentarse a las oposiciones en la Catedral de Sigüenza, pero el cabildo le negó la licencia.
Bruceña también había tenido problemas en Burgos. En 1604 el procurador Damián Bueno denunció a Bruceña y al tiple Alonso de Tobar por un violento altercado en el Convento de la Merced, proceso que seguía activo catorce años después. En 1605 Bueno acusó a Bruceña y su criada como cómplice de haber seducido a varias mujeres. El 3 de marzo de 1608 el Cabildo de Burgos despidió a Bruceña, señalando su desdén por la falta de lealtad del maestro.

[...] y resolvieron que atento que por el dicho Cabildo se han hecho muchas mercedes al dicho maestro de capilla en diferentes tiempos y él las ha reconocido muy mal, procurando salir desta santa iglesia y entrar en otras santas iglesias sin dar cuenta al Cabildo, y por otras justas causas que a ello les mueve[n], que se despida desde luego al dicho maestro de capilla y le han por despedido [...]
Actas capitulares de la Catedral de Burgos, 3 de marzo de 1608

En 1607 Bruceña había solicitado de nuevo licencia para ir a Zamora ,cuyo magisterio había quedado vacante tras la partida de Alonso de Tejeda. La licencia le fue negada en virtud del acuerdo que tenía con el Cabildo de permanecer por seis años. Las relaciones con el Cabildo burgalés fueron deteriorándose hasta que el 9 de julio de 1607 se le permitió partir, reconociendo su «áspera condición». El 8 de marzo de 1608, tres días después, Bruceña fue nombrado formalmente maestro de capilla de la Catedral de Zamora.
Su estancia en Zamora tampoco fue tranquila. En diciembre de 1611, el conjunto de los ministriles, que había sido despedido en bloque poco antes, fue a casa del maestro donde hubo un desorden, en el que se amenazó la vida de Bruceña.

menestriles despedidos. Miercoles A 14 de diciem[br]e de seisçientos y onçe los s[eñore]s Presidente y cab[ild]o de la s[an]ta yglesia de çam[or]a juntos en su cab[ild]o ordinario Como es Costumbre es a sauer Don gaspar prieto de Aldana Ar[cedia]no de Toro y canonigo Don P[edr]o de monroy maestresq[uel]a y can[onig]o con el voto del D[oct]or Di[eg]o del val nicolas gomez con el voto del D[oct]or serna Don di[eg]o ordonez con el voto del Dean Don fran[cis]co Arias Pichardo Ant[oni]o Bermudez Don martin do campo christoual De Salamanca Paulo enrrique canonigos prebendados de la dicha s[an]ta yglesia, Dijeron que por quanto Vino a notiçia del cab[ild]o que los menestriles desta s[an]ta yglesia fueron este dia passado a casa del maestro de capilla y le dijeron muy malas palabras y le quisieron matar lo qual consto por rrelacion del dicho maestro de cap[ill]a y por la que algunos s[eñore]s capitulares hiçieron en esta Raçon por lo qual acordaron que se despidiesen y los ubieron por despedidos y mandaron se notifique a gabriel De fuentes Teniente de fabriquero les aya por despedidos y no les acuda con marauedis algunos ni trigo, e yo el dicho secretario en cumplim[ien]to del dicho Acuerdo lo notifique al dicho Theniente de fabriquero y lo firmo el s[eño]r Presidente y mandaron que solo quede a seruir Manuel fernandez Vajon. Ante mi [firmado:] Don diego de Ledesma s[ecretari]o.
Actas capitulares de la Catedral de Zamora, 14 de diciembre de 1611

En 1611 se le ofreció el magisterio de la Catedral de Santiago de Compostela, un puesto de gran prestigio. Bruceña no parecía muy entusiasmado por el cargo, pero el arzobispo Maximiliano de Austria insistía en ello. El Cabildo compostelano prefería a Bernardo de Peralta, maestro de la Catedral de Burgos. Finalmente Bruceña permaneció en Zamora. El 11 de abril de 1616 Bruceña solicitó licencia por tres o cuatro días y el Cabildo temió que el maestro aceptase alguna de las ofertas que iba recibiendo, por lo que le aumentaron el sueldo 8 000 maravedíes. Parece que Bruceña tenía intenciones de partir de Zamora para Burgos en 1617, ofreciendo sus servicios tras el fallecimiento del maestro Bernardo de Peralta, pero retiró su ofrecimiento cuando su amigo Alonso de Tejeda se interesó por el cargo. En 1619 se interesó por el magisterio de la Catedral de Toledo.
Permaneció en el cargo en Zamora hasta su fallecimiento el 23 de diciembre de 1622.

En 23 de diciembre de dicho año 622, falleció Diego de Bruceña, racionero y maestro de capilla de la catedral de Zamora. Enterróse en ella [...] dejó por sus testamentarios al Racionero Mata y a Joan Concejo, capellán del número; hizo su testamento ante Pedro de Astroga.
Libro de difuntos de la parroquia de San Isidoro

## Obra
Tanto López Calo como Luis Iglesias solo citaban dos salmos como obras que se han conservado en las catedrales de Zamora y Valladolid:
- Salmo De profundis, salmo a ocho voces;
- Salmo Lauda Ierusalem Dominum, salmo a ocho voces.

En 2015 se descubrió en la Concatedral de Miranda de Duero (Portugal) un ejemplar del Libro de canto de misas y magnificats y motetes y una salue, publicado en Salamanca, en 1620, que se creía perdido. Es uno de los 40 ejemplares que fueron publicados por Susana Muñoz, ymressora de los libros de musica. El ejemplar descubierto tiene casi 200 páginas y faltan unas 80.